# Historia Lisey
Historia Lisey (ang. Lisey's Story) – powieść Stephena Kinga opublikowana w Polsce przez wydawnictwo Prószyński i S-ka 24 października 2006 roku, równolegle z jej premierą światową. 
Podczas wywiadu przeprowadzanego przez społeczność serwisu reddit Stephen King nazwał Historię Lisey swoją ulubioną powieścią.
Akcja powieści rozgrywa się w stanie Maine.